# Andries Gous
Andries Gustav Stephanus Gous (* 24. November 1993 in Welkom, Südafrika) ist ein südafrikanischer Cricketspieler, der seit 2024 für die Nationalmannschaft der Vereinigten Staaten spielt.

## Kindheit und Ausbildung
Gous spielte für die südafrikanische U19-Auswahl im Jahr 2013.

## Aktive Karriere
Gous gab sein First-Class-Debüt für Free State in der Saison 2011/12. Er absolvierte bis zur Saison 2020/21 insgesamt 60 First-Class-Spiele für Free State und die Knights. Im Jahr 2021 unterschrieb er einen langfristigen Vertrag mit American Cricket Enterprises die die Major League Cricket betreiben und absolvierte so eine dreijährige Residenzpflicht in den vereinigten Staaten, bevor er für deren Nationalmannschaft spielberechtigt war. In der Zeit spielte er für die Washington Freedom in der MLC und anderen Twenty20-Ligen in der Welt. Sein Twenty20-Debüt erfolgte bei der Tour gegen Kanada im April 2024, wobei er in seinen ersten beiden Spielen jeweils ein Fifty (50 und 57 Runs) erzielte. Kurz darauf wurde er für den Kader für den ICC Men’s T20 World Cup 2024 nominiert.